# DAF 95

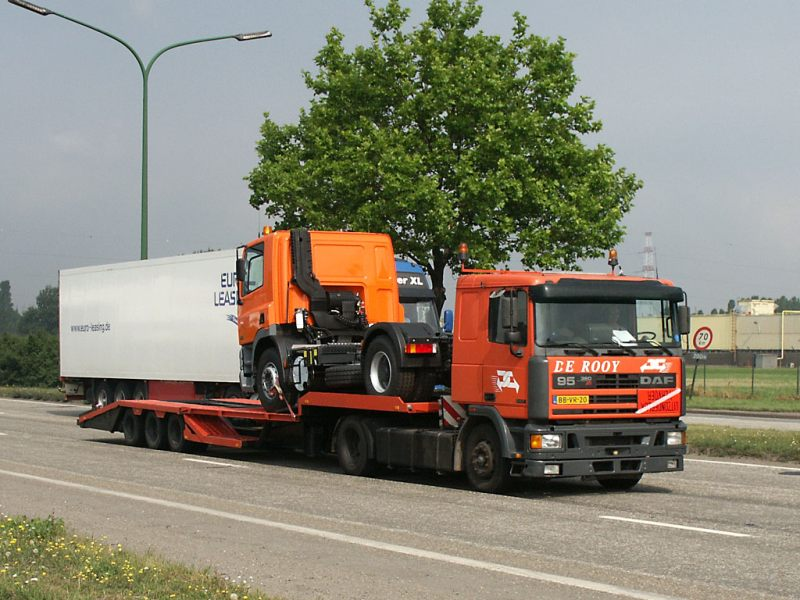
DAF 95

De DAF 95 is een vrachtautomodel, dat in 1987 werd geïntroduceerd door DAF. 
De DAF 95 beschikt over een Advanced Turbo Intercooling motor (ook wel afgekort tot ATi). 
DAF en Pegaso werkten samen om een nieuwe cabine te ontwikkelen. Daarvoor werd de firma Cabtec in het leven geroepen. Pegaso presenteerde de Troner met deze nieuwe cabine iets eerder dan DAF de 95 presenteerde.
De DAF 95 was verkrijgbaar met de volgende cabines:
- dagcabine (DAF FT 95)
- slaapcabine
- topsleeper
- slaapcabine met verhoogd dak (de Space Cab)
- (en later) slaapcabine met zeer ruime stahoogte (de Super Space Cab)

De DAF 95 doorliep zonder problemen de beroemde Zweedse veiligheidstest. 
Bij DAF was men ervan overtuigd dat de DAF 95, die tot Truck van het jaar was uitgeroepen in 1988, de vervoerder in staat stelde grote vervoersprestaties te leveren tegen lage exploitatiekosten. 
De DAF 95 werd op de IAA van 1987 voor het eerst aan het publiek voorgesteld en was aanvankelijk uitsluitend verkrijgbaar met de bekende 11,6 liter-zescilinder-DAF ATi-motor. Na de introductie omvatte het programma drie verschillende vermogensvarianten, namelijk: 310, 350 en 380 pk. In 1990 volgde een kleine update waarbij o.a. de voorbumper plus het DAF-logo werden gewijzigd en de bestaande motorvermogens naar respectievelijk 330, 360 en 400 pk stegen. Twee jaar later, in 1992, kwam er een nieuwe topmotorisering in de vorm van een 430 pk-versie. Tot slot werd in 1994 een speciale uitvoering, de 95.500 Super Space Cab en voorzien van een 507 pk sterke veertienliter zescilinder-Cummins-dieselmotor, gepresenteerd. Deze krachtbron was uitsluitend in combinatie met de Super Space Cab leverbaar, terwijl vanaf dat moment ook de lichtere motorvarianten met de nieuwe Super Space Cab geleverd konden worden.
Op basis van dit model werd in 1997 de DAF 95 XF geïntroduceerd. In 2002 volgde de introductie van de DAF XF 95. Eind 2005 werd de XF105 gepresenteerd als nieuwste topmodel. De motoren in dit model voldoen aan de Euro 5 norm.